# Capo Nord (film)
Capo Nord è un film del 2003 diretto da Carlo Luglio. 
È il viaggio di quattro adolescenti che per cambiare vita decidono di fare un viaggio fino a Capo Nord. Lì fanno un percorso di vita, dove hanno l'occasione di maturare.

## Trama
Quattro giovani napoletani, spinti dal sogno del colpo che potrebbe sistemare il resto delle loro esistenze, ancora così precarie e irrealizzate, si trovano coinvolti da un'avventura dai tratti pirateschi e dai risvolti tragicomici nella lontana Norvegia.
Sbarcare il lunario per chi non è un delinquente incallito, ma non ha nemmeno mai avuto rapporti con l'aspro mondo della classe operaia, si rivela lo spunto per una serie di intrecci e di esperienze che costringerà i giovani a una crescita forzata e a una presa di coscienza della propria condizione socio-esistenziale. L'amore, il lavoro, l'incontro con la diversità e con la morte forgerà le anime dei quattro, protagonisti di un delitto senza castigo, costretti a fare i conti con l'espiazione dei propri sensi di colpa, in un cupo e inquietante Nord Europa. L'incontro con altre culture ed etnie risulterà fondamentale per varcare la soglia tra un'adolescenza ostentata e una maturità impensata.

## Riconoscimenti
- Roma Film Festival: 2002; Premio Opera Prima
- Brooklyn International Film Festival: 2003; Spirit Award e Best male Actor
- LAIFAFEST: (Los Angeles, 2003); Best Italian Movie
- 36º Houston Worldfilmfestival: 2003, Silver Star
- XXIV Mostra de Valencia: 2003; Palma d'argento